# Серебродиспрозий
Серебродиспро́зий — бинарное неорганическое соединение, интерметаллид
диспрозия и серебра
с формулой AgDy,
кристаллы.

## Получение
- Сплавление стехиометрических количеств чистых веществ:

{\displaystyle {\mathsf {Dy+Ag\ {\xrightarrow {1182^{o}C}}\ AgDy}}}

## Физические свойства
Серебродиспрозий образует кристаллы
кубической сингонии, пространственная группа P m3m, параметры ячейки a = 0,3611 нм, Z = 1,
структура типа хлорида цезия CsCl
.
Соединение конгруэнтно плавится при температуре 1182 °C.